# جون لي (لاعب كريكت)
جون لي (بالإنجليزية: John Lee)‏ (12 أكتوبر 1825 - 20 يناير 1903) هو لاعب كريكت بريطاني (وحمل سابقاً جنسية المملكة المتحدة لبريطانيا العظمى وأيرلندا). لعب مع نادي جامعة كامبريدج للكريكيت ‏.